# Element objętości
Elementem objętości rozmaitości M w punkcie {\displaystyle x\in M} nazywamy taki k-tensor antysymetryczny {\displaystyle dM(x)\in \Lambda ^{k}(T_{x}M),} że dla każdej bazy {\displaystyle (v_{1},\dots ,v_{k})} przestrzeni {\displaystyle T_{x}M} zachodzi: {\displaystyle dM(x)(v_{1},\dots ,v_{k})=|R(v_{1},\dots ,v_{k})|*\operatorname {sgn}(v_{1},\dots ,v_{k}),} gdzie {\displaystyle |R(v_{1},\dots ,v_{k})|} jest objętością równoległościanu rozpiętego na wektorach {\displaystyle (v_{1},\dots ,v_{k}).}

## Równoważna definicja
Elementem objętości M w punkcie {\displaystyle x\in M} nazywamy {\displaystyle dM(x)\in \Lambda ^{k}(T_{x}M)} o tej własności, że {\displaystyle dM(x)(e_{1},\dots ,e_{k})=1,} gdzie {\displaystyle (e_{1},\dots ,e_{n})} jest dodatnio zorientowaną bazą ortonormalną przestrzeni stycznej {\displaystyle T_{x}M.}
(Przykładem takiej bazy jest baza standardowa przestrzeni {\displaystyle \mathbb {R} ^{n}}).

## Problem
Definicje te są równoważne, ale w pierwszej nie widać od razu, czy jest to w ogóle tensor, natomiast trzeba wykazać, że druga definicja nie zależy od wyboru bazy ortonormalnej (jednoznaczność określenia). Definicje te wzajemnie uzupełniają swoje wady.

## Zastosowanie
Objętość rozmaitości M określa się jako {\displaystyle \int \limits _{M}dM,} o ile ta całka istnieje, co zachodzi z pewnością dla rozmaitości zwartej. „Objętość” zazwyczaj nazywa się długością lub polem powierzchni dla odpowiednio jedno- lub dwuwymiarowej rozmaitości, a dM standardowo oznacza się przez ds (element długości) lub przez dA (element pola powierzchni).